# Donora
Donora est un borough du comté de Washington en Pennsylvanie, aux États-Unis. Ce borough est situé sur la rivière Monongahela, à 32 kilomètres au sud de Pittsburgh, dans une région industrielle surnommée Rust Belt.
Au recensement de 2000, la population de cette ville se chiffrait à 5 653 habitants.
Du 27 au 31 octobre 1948, Donora est le théâtre du plus dramatique cas de pollution atmosphérique de l'histoire des États-Unis lorsqu'une couche d'inversion cause un smog qui entraîne la mort de 20 personnes et en rend 7 000 autres malades. Le Donora Smog Museum, ouvert en 2008, est un musée documentant cet épisode, qui causa le déclin démographique de Donora, alors une ville de 14 000 habitants, et aurait pu jouer un rôle dans les législations fédérales subséquentes sur la pollution de l'air, notamment le Clean Air Act de 1970.
Donora est parfois surnommée « la ville des champions » car elle est le lieu de naissance de plusieurs sportifs de renom. Stan Musial (1920-2013) et Ken Griffey Jr. (né en 1969), deux joueurs honorés au Temple de la renommée du baseball, sont nés à Donora, ainsi que le père de ce dernier, Ken Griffey, Sr. (né en 1950).
Donora héberge un quartier nommé Cement City, la « ville de ciment ». Désigné district historique national en 1994, ce quartier est l'un des 13 du genre aux États-Unis où des maisons de ciment ont été coulées sur place. Donora compte une douzaine de ces habitations, une idée imaginée par Thomas Edison, qui décida de donner aux ouvriers des maisons à faible coût, en réaction aux œuvres philanthropiques d'Andrew Carnegie, qui à la même époque faisait bâtir des bibliothèques. Les 12 maisons de ciment de Donora, construites au coût de 3 800 dollars de l'époque, existent toujours aujourd'hui. La première fut érigée en 1916.